# Kurt-Reinhard Biermann
Pour les articles homonymes, voir Biermann.
Kurt-Reinhard Biermann, souvent nommé Kurt-R. Biermann, (né le 5 décembre 1919 à Bernbourg et mort le 24 mai 2002 à Berlin) est un historien des sciences allemand et un expert de la vie et de l'œuvre d'Alexander von Humboldt.

## Biographie
Biermann est issu d'une famille de hauts fonctionnaires. Son père est avocat administratif et procureur général, sa mère, née Wallmüller, est issue d'une famille de médecins et d'officiers. Il fait ses études secondaires à Dessau. En 1937, il passe son Abitur au Lessing-Gymnasium de Berlin puis effectue son service du travail du Reich et, en 1938, son service militaire au 48e régiment d'infanterie à Neustrelitz. Avant d'être enrôlé dans la Wehrmacht, il commence ses études à Berlin-Charlottenbourg. Il est en action depuis le début de la Seconde Guerre mondiale et officier d'active dans les forces blindées depuis la fin de la campagne de France. De 1940 à 1943, il étudie l'ingénierie mécanique à distance à l'Académie des officiers du génie de Stuttgart et à la TH Dresde. Il est fait prisonnier de guerre par les Soviétiques sur le front de l'Est, dont il revient en 1949.
En 1950, il trouve un emploi dans l'administration de l'Académie allemande des sciences (DAdW). À partir de 1952, il travaille d'abord comme assistant, puis comme assistant et doctorant à l'Académie des sciences de la RDA, qui est en cours de constitution, et suit parallèlement un enseignement à distance au TH Dresde en économie technique. Dès le début de 1956, il travaille comme employé de Hans Ertel à la "Commission Alexander von Humboldt" de l'Académie. En 1956, il est également secrétaire de la commission de préparation de l'anniversaire d'Euler. Il réussit l'examen de diplôme en 1957 en tant qu'étudiant externe à l'Université Humboldt de Berlin. En 1964, il obtient son doctorat de l'Université Humboldt avec distinction en histoire des mathématiques. Il passe les examens de mathématiques devant Heinrich Grell et l'historien des mathématiques Joseph Ehrenfried Hofmann (de) de Tübingen, qui est invité en tant que membre correspondant de l'Académie car il n'y a pas d'historiens des mathématiques à Berlin. La faculté décide de ne pas rédiger de thèse et reconnaît les publications de Biermann dans le cadre de son travail à l'académie.
En 1968 , il est habilité avec la thèse sur "Les mathématiques et ses professeurs à l'Université de Berlin 1810-1920" avec Hofmann. L'année suivante, le chef du "Centre de recherche Alexander von Humboldt" Fritz G. Lange prend sa retraite et Biermann devient son successeur. En 1972, il est nommé professeur d'histoire des sciences à l'Académie.
Biermann prend sa retraite en 1984 et décède à Berlin en 2002. Il est enterré dans le cimetière de l'église du château de Buch (de). Il est marié au médecin Elisabeth Biermann et a deux fils. Le plus jeune est décédé en 1987 à l'âge de 31 ans d'une crise cardiaque, qui touche durement Biermann et sa femme, comme le rapporte son biographe Hanno Beck.

## Travail
Le premier développement significatif de Biermann est les principes éditoriaux des "Contributions à la recherche Alexander von Humboldt". Pour la « Commémoration du 100e anniversaire de la mort d'Alexander von Humboldt » En 1959, il écrit l'article « Sur la promotion des mathématiciens allemands par Alexander von Humboldt ». En histoire des mathématiques, il commence des publications sur le développement de la combinatoire, de l'itération et de la théorie des probabilités. Il y publie des publications sur la relation de Humboldt aux mathématiques et se concentre de plus en plus sur Humboldt et ses diverses recherches scientifiques.
Une courte biographie populaire de Humboldt est publiée en 1980 et connaît quatre éditions en 1990. En 1988, il présente une adaptation de sa thèse de 1964, dans laquelle il poursuit l'histoire des "mathématiques et de ses professeurs à l'Université de Berlin" jusqu'en 1933. Un recueil de ses essais sur Humboldt paraît en 1989 sous le titre Miscellanea Humboldtiana. En 1990, il prépare la vie et l'œuvre de Carl Friedrich Gauss à partir de ses conversations et de ses lettres.
Biermann est membre de l'Académie allemande des sciences Léopoldine à Halle depuis 1972 et membre honoraire de la Société Gauss à Göttingen. Il est vice-président de l'Académie internationale d'histoire des sciences à Paris.